# 阿蘇夫雷火山 (馬烏萊大區)
35°16′22″S 70°34′54″W / 35.27278°S 70.58167°W

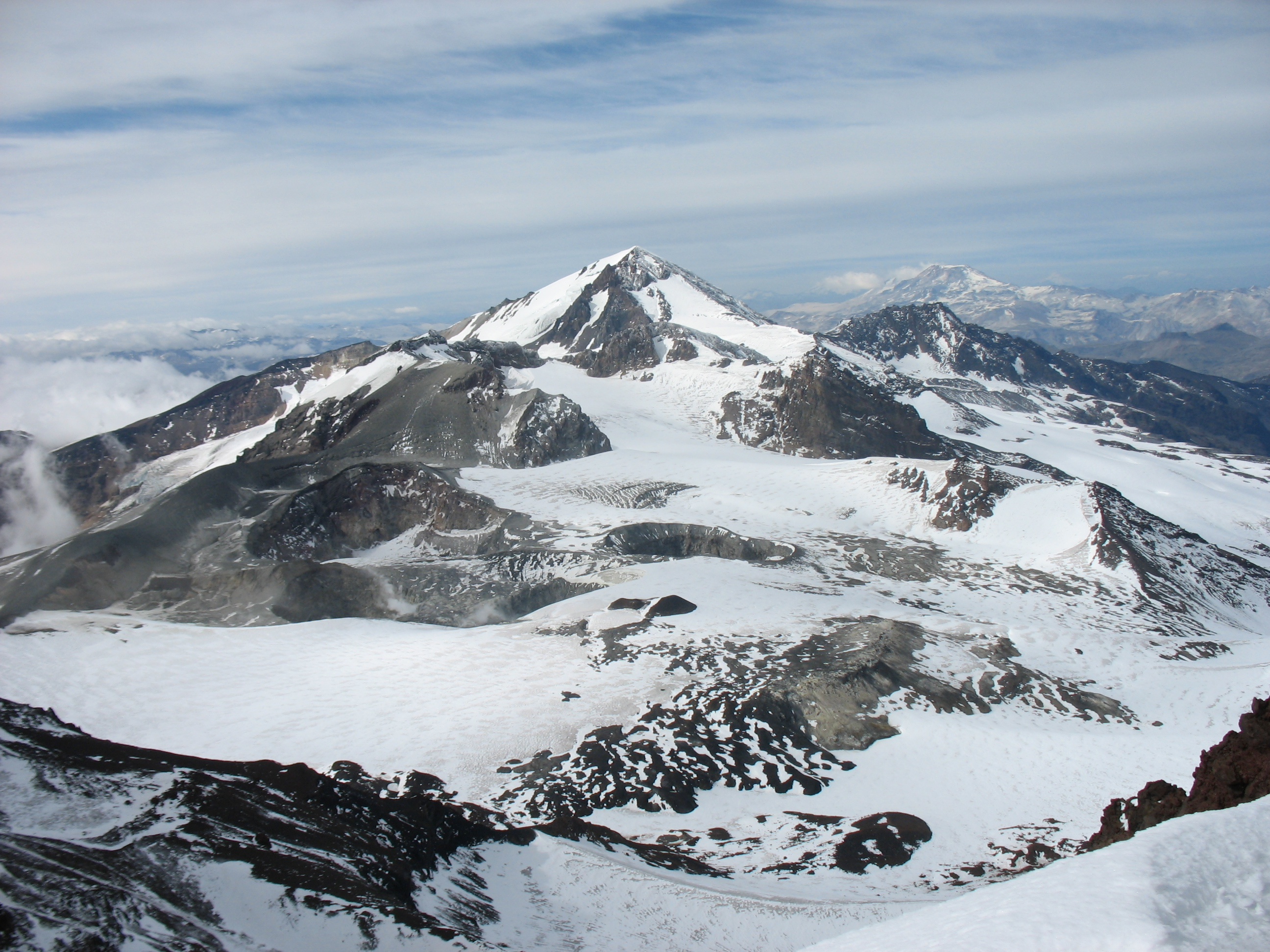

阿蘇夫雷火山是南美洲的山峰，位於阿根廷和智利接壤的邊境，處於庫里科省和門多薩省，屬於安第斯山脈的一部分，海拔高度4,113米，山體在更新世時期形成。